# Seis (álbum de Mon Laferte)
Seis (estilizado en mayúsculas) es el sexto álbum de estudio de la cantante y compositora chilenomexicana Mon Laferte, publicado el 8 de abril de 2021 a través de Universal Music México.

## Antecedentes
Mon Laferte tomó como inspiración la música regional mexicana y el documental Chavela, que retrata la vida de Chavela Vargas, cantante nacida en Costa Rica y nacionalizada mexicana. Laferte mencionó sentirse identificada con Vargas debido a su experiencia migratoria y su permanencia –al igual que Chavela– en Tepoztlán.

## Sencillos
«Que se sepa nuestro amor», colaboración con Alejandro Fernández, fue el primer sencillo del álbum, lanzado el 17 de septiembre de 2020,alcanzó el puesto 15 en la lista Billboard Mexico Espanol Airplay.
«Se me va a quemar el corazón», segundo sencillo se estrenó el 21 de enero de 2021. Llegó al puesto 6 en Airplay y su vídeoclip, estrenado el 28 de enero, cuenta con la actuación de Ténoch Huerta.
«La mujer», tercer sencillo, se lanzó el 7 de abril. Compuesta por Laferte más de seis años antes, incluye la colaboración de Gloria Trevi. Alcanzó el puesto 8 en las listasy su vídeo, al igual que los anteriores, fue dirigido por Rodrigo Robles.
«Amado mío», cuarto sencillo, se estrenó el 14 de mayo, su videoclip fue dirigido por su pareja, Joel Orta y grabado en las playas de Malibu, California.
«Amigos simplemente», quinto sencillo del álbum, fue lanzado el 9 de septiembre del mismo año.
«Aunque te mueras por volver», sexto y último sencillo del álbum, fue lanzado el 21 de julio de 2022. Inspirado en el estilo del cantante español Raphael, su videoclip fue dirigido por Camila Grandi y alcanzó la posición número 12 en la lista Pop de Monitor Latino en México.

## Recepción

### Crítica
Thom Jurek, de AlIMusic, calificó el álbum con 4 sobre 5 estrellas, elogiando «la consistencia, el cuidado, la honestidad y la obsesiva atención al detalle con las que Laferte plasma sus letras y melodías poéticas».

### Listas de fin de año
| Publicación        | Menciones                                             | Posición | Ref.   |
| ------------------ | ----------------------------------------------------- | -------- | ------ |
| The New York Times | Los mejores álbumes de 2021                           | 3        | [ 27 ] |
| Rolling Stone      | Los 35 mejores álbumes en español y bilingües de 2021 | 14       | [ 28 ] |
| Billboard          | Los 50 mejores álbumes de 2021                        | 33       | [ 29 ] |
| NPR                | Los 50 mejores álbumes de 2021                        | 38       | [ 30 ] |
| El País            | Los 50 mejores discos de 2021                         | —        | [ 31 ] |
| El País (Uruguay)  | Los 10 mejores discos internacionales del 2021        | —        | [ 32 ] |

## Premios y nominaciones
| Año  | Premio                 | Categoría                                          | Resultado | Ref.   |
| ---- | ---------------------- | -------------------------------------------------- | --------- | ------ |
| 2021 | Premios Grammy Latinos | Mejor álbum cantautor                              | Ganadora  | [ 33 ] |
| 2022 | Premios Grammy         | Mejor álbum de música mexicana (incluyendo tejano) | Nominada  | [ 34 ] |
| 2022 | Premios Pulsar         | Álbum del año                                      | Nominada  | [ 35 ] |
| 2022 | Premios Pulsar         | Grabación del año                                  | Nominada  | [ 35 ] |
| 2022 | Premios Pulsar         | Mejor cantautora                                   | Nominada  | [ 35 ] |

## Lista de canciones
| Seis  |                                                                                    |                                |          |  |
| N.º   | Título                                                                             | Escritor(es)                   | Duración |  |
| 1.    | «Se me va a quemar el corazón»                                                     | Mon Laferte                    | 3:59     |  |
| 2.    | «Amigos simplemente»                                                               | Mon Laferte                    | 3:02     |  |
| 3.    | «No lo vi venir»                                                                   | Mon Laferte                    | 3:02     |  |
| 4.    | «Amado mío»                                                                        | Mon Laferte, Sebastián Aracena | 4:09     |  |
| 5.    | «Canción feliz»                                                                    | Mon Laferte, Sebastián Aracena | 4:24     |  |
| 6.    | «La mujer» (con Gloria Trevi)                                                      | Mon Laferte                    | 3:09     |  |
| 7.    | «Calaveras»                                                                        | Mon Laferte, Sebastián Aracena | 4:12     |  |
| 8.    | «Aunque te mueras por volver»                                                      | Mon Laferte                    | 4:10     |  |
| 9.    | «La democracia»                                                                    | Mon Laferte                    | 3:25     |  |
| 10.   | «Esta morra no se vende»                                                           | Mon Laferte                    | 2:43     |  |
| 11.   | «Que se sepa nuestro amor» (con Alejandro Fernández)                               | Mon Laferte, David Aguilar     | 3:00     |  |
| 12.   | «Te vi»                                                                            | Mon Laferte, Kany García       | 3:36     |  |
| 13.   | «Se va la vida» (con Mujeres del Viento Florido)                                   | Mon Laferte                    | 4:32     |  |
| 14.   | «Se me va a quemar el corazón» (con La Arrolladora Banda El Limón de René Camacho) | Mon Laferte                    | 4:12     |  |
| 51:53 |                                                                                    |                                |          |  |

## Historial de lanzamientos
| Región | Fecha               | Formato(s)                    | Discográfica          | Ref.   |
| ------ | ------------------- | ----------------------------- | --------------------- | ------ |
| Varios | 8 de abril de 2021  | CD descarga digital streaming | Universal Music Group | [ 36 ] |
| Varios | 21 de enero de 2022 | LP                            | Universal Music Group | [ 37 ] |

## Personal
Voces
- Mon Laferte – voz principal.
- Gloria Trevi – voz principal (pista 6).
- Alejandro Fernández – voz principal (pista 11).

Producción
- Manú Jalil  – producción, arreglos de grabación, programación.
- Sebastian Aracena - producción, arreglos de grabación, ingeniero de mezcla.